# Coregonus fatioi
Coregonus fatioi is een straalvinnige vissensoort uit de familie van de zalmen (Salmonidae), en onderfamilie houtingen. De wetenschappelijke naam van de soort is voor het eerst geldig gepubliceerd in 1997 door Maurice Kottelat en vernoemd naar de Zwitserse dierkundige Victor Fatio die al in 1890 de vis als een ondersoort beschreef. Het is een endemische vissoort uit Zwitserland. De vissoort wordt daar Albock genoemd.

## Kenmerken
De vis kan 36 cm lang worden. Deze houtingsoort onderscheidt zich op een aantal punten van andere soorten die in dit meer voorkomen, onder andere het aantal kieuwboogaanhangsels (gemiddeld 29), oogdiameter en de kleur en lengte van de vinnen.

## Verspreiding en leefgebied
De soort is alleen bekend van het Zwitserse Meer van Thun en het Meer van Brienz. De vis houdt zich op in de openwaterzone. Er zijn vormen beschreven die in 70 m diep water paaien, maar meestal wordt in december in water in de oeverzone tussen de 0 en 30 m gepaaid.

## Status
De visstand wordt door duurzaam visstandbeheer op peil gehouden.Om deze reden staat deze soort als niet bedreigd op de Rode Lijst van de IUCN.